# Nové Jirny
Nové Jirny jsou vesnicí ležící ve Středočeském kraji, v okrese Praha-východ a spadají pod obec Jirny, od které leží asi 1,5 km jižním směrem.

## Historie
Nové Jirny vznikly roku 1800, kdy bylo k panské myslivně a hospodě, ležících na území vrchnostenského lesa, přistavěno několik domů. Obec se začala rychle rozrůstat a v roce 1980 v ní stálo 204 domů a žilo 501 obyvatel
V ulici Lovecká bývala malá odloučená vojenská jednotka. V roce 1972 si těch několik zde sloužících vojáků základní služby pro své potěšení a zábavu vybudovalo na nádvoří před vojenským objektem betonový kruhový bazén s vodotryskem. Chovali pejska, kočky, králíky a také rybičku v bazénu.

## Památky
- Kaple – postavena v roce 1872
- Kaplička Panny Marie – postavena v roce 1914